# Saint-Amand-Magnazeix
Pour les articles homonymes, voir Saint-Amand.
Saint-Amand-Magnazeix est une commune française située dans le département de la Haute-Vienne, en région Nouvelle-Aquitaine.

## Géographie

### Localisation
La commune est limitrophe du département de la Creuse.

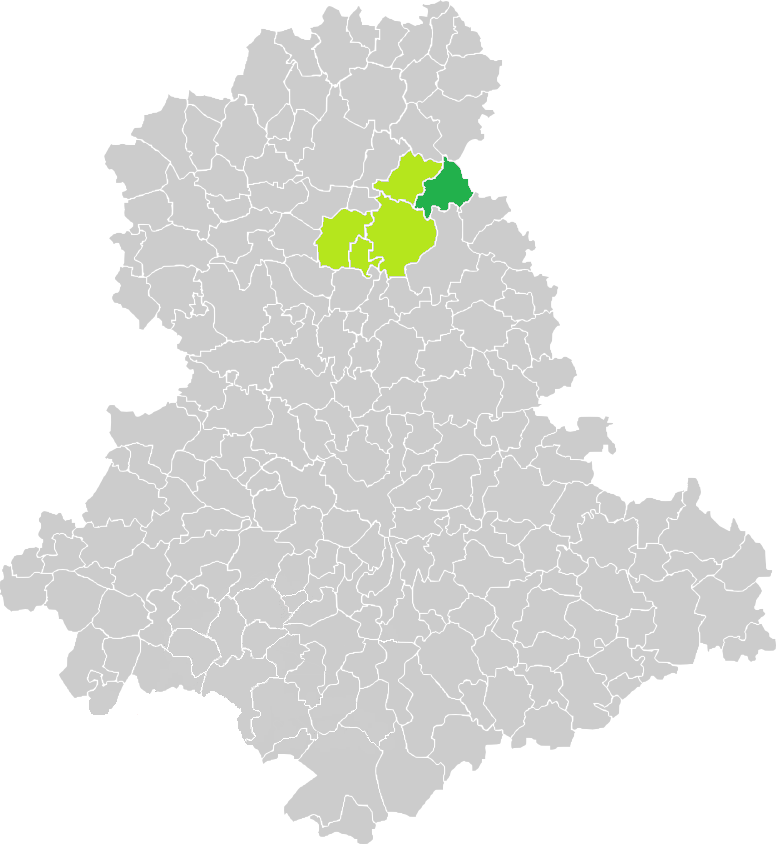
Situation de la commune de Saint-Amand-Magnazeix en Haute-Vienne.

### Communes limitrophes
| Saint-Hilaire-la-Treille | Arnac-la-Poste        |                                       |
| Saint-Sornin-Leulac      | Saint-Amand-Magnazeix | Saint-Maurice-la-Souterraine (Creuse) |
| Châteauponsac            | Bessines-sur-Gartempe | Fromental                             |

### Climat
Pour des articles plus généraux, voir Climat de la Nouvelle-Aquitaine et Climat de la Haute-Vienne.
Historiquement, la commune est exposée à un climat océanique limousin.  
En 2020, Météo-France publie une typologie des climats de la France métropolitaine dans laquelle la commune est exposée à un climat océanique altéré et est dans la région climatique  Ouest et nord-ouest du Massif Central, caractérisée par une pluviométrie annuelle de 900 à 1 500 mm, maximale en automne et en hiver.
Pour la période 1971-2000, la température annuelle moyenne est de 10,9 °C, avec une amplitude thermique annuelle de 15 °C. Le cumul annuel moyen de précipitations est de 979 mm, avec 12,9 jours de précipitations en janvier et 7,8 jours en juillet. Pour la période 1991-2020, la température moyenne annuelle observée sur la station météorologique la plus proche, située sur la commune de La Souterraine à 12 km à vol d'oiseau, est de 11,5 °C et le cumul annuel moyen de précipitations est de 1 031,4 mm,. Pour l'avenir, les paramètres climatiques de la commune estimés pour 2050 selon différents scénarios d’émission de gaz à effet de serre sont consultables sur un site dédié publié par Météo-France en novembre 2022.

## Urbanisme

### Typologie
Au 1er janvier 2024, Saint-Amand-Magnazeix est catégorisée commune rurale à habitat très dispersé, selon la nouvelle grille communale de densité à sept niveaux définie par l'Insee en 2022.
Elle est située hors unité urbaine et hors attraction des villes,.

### Occupation des sols
L'occupation des sols de la commune, telle qu'elle ressort de la base de données européenne d’occupation biophysique des sols Corine Land Cover (CLC), est marquée par l'importance des territoires agricoles (90,7 % en 2018), en augmentation par rapport à 1990 (89,6 %). La répartition détaillée en 2018 est la suivante : 
prairies (50,3 %), zones agricoles hétérogènes (38 %), forêts (8,9 %), terres arables (2,4 %), zones industrielles ou commerciales et réseaux de communication (0,4 %). L'évolution de l’occupation des sols de la commune et de ses infrastructures peut être observée sur les différentes représentations cartographiques du territoire : la carte de Cassini (XVIIIe siècle), la carte d'état-major (1820-1866) et les cartes ou photos aériennes de l'IGN pour la période actuelle (1950 à aujourd'hui).

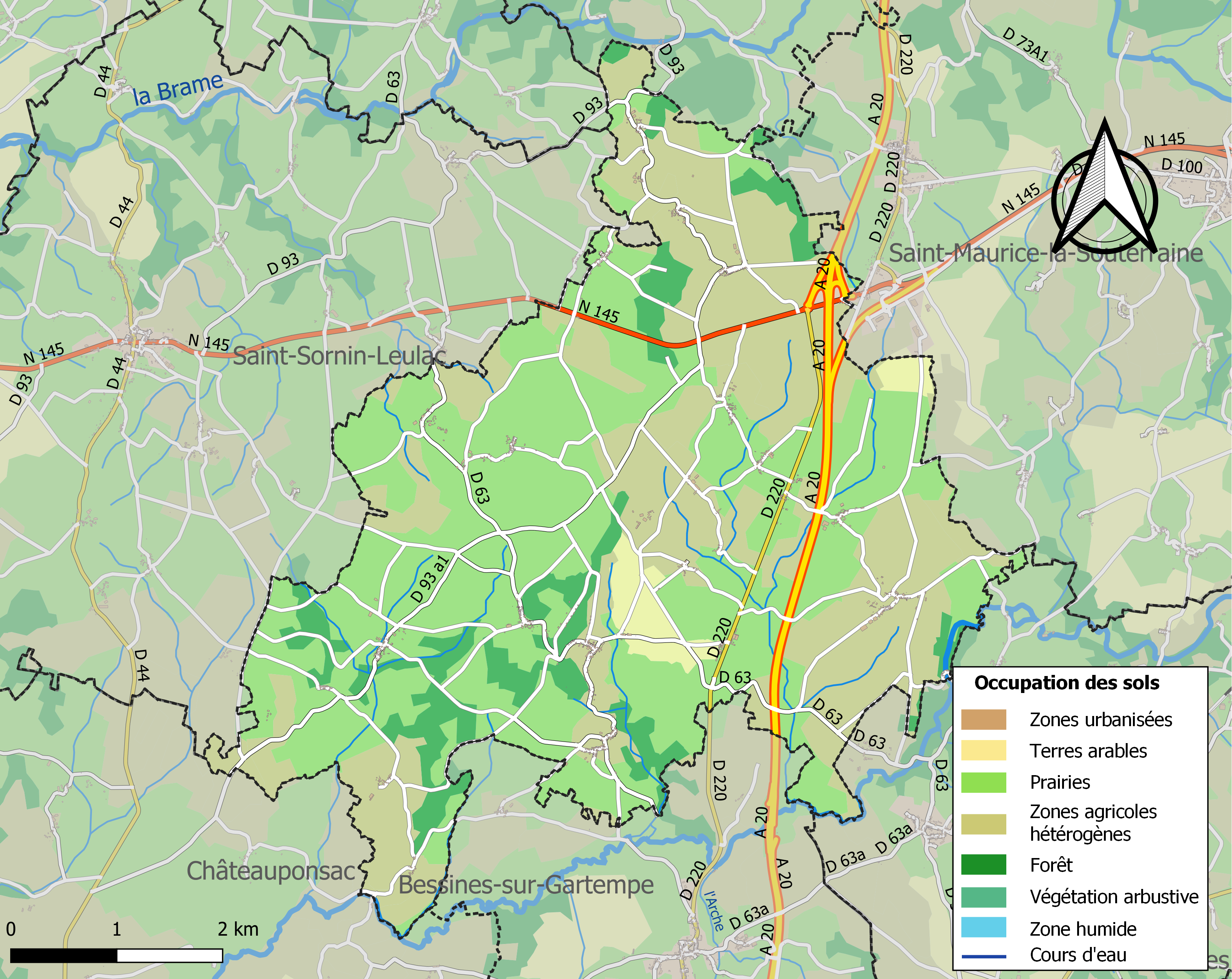
Carte des infrastructures et de l'occupation des sols de la commune en 2018 (CLC).

### Risques majeurs
Le territoire de la commune de Saint-Amand-Magnazeix est vulnérable à différents aléas naturels : météorologiques (tempête, orage, neige, grand froid, canicule ou sécheresse) et séisme (sismicité faible). Il est également exposé à un risque particulier : le risque de radon. Un site publié par le BRGM permet d'évaluer simplement et rapidement les risques d'un bien localisé soit par son adresse soit par le numéro de sa parcelle.

#### Risques naturels

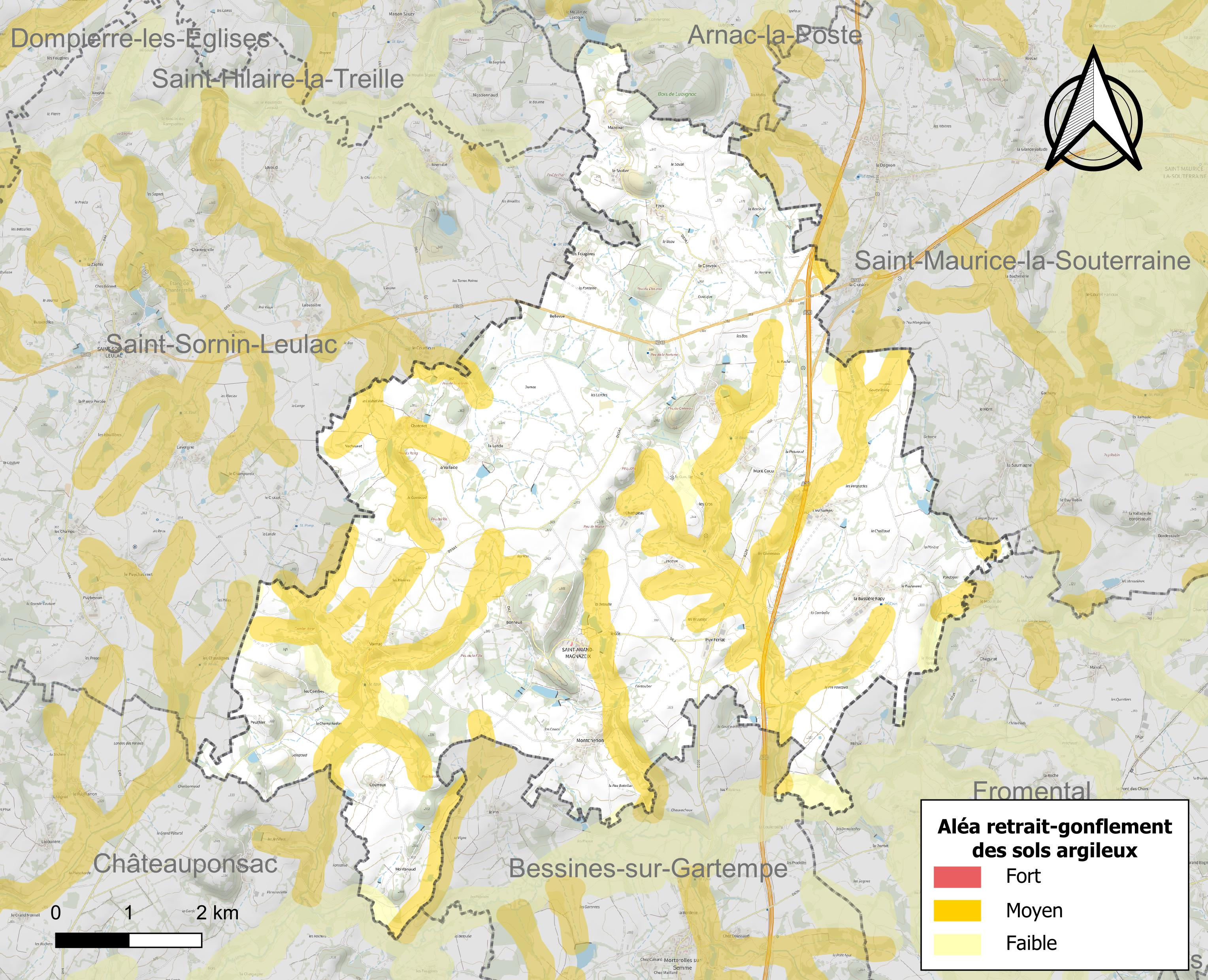
Carte des zones d'aléa retrait-gonflement des sols argileux de Saint-Amand-Magnazeix.

Le retrait-gonflement des sols argileux est susceptible d'engendrer des dommages importants aux bâtiments en cas d’alternance de périodes de sécheresse et de pluie. 24,2 % de la superficie communale est en aléa moyen ou fort (27 % au niveau départemental et 48,5 % au niveau national métropolitain). Depuis le 1er octobre 2020, en application de la loi ÉLAN, différentes contraintes s'imposent aux vendeurs, maîtres d'ouvrages ou constructeurs de biens situés dans une zone classée en aléa moyen ou fort,.
La commune a été reconnue en état de catastrophe naturelle au titre des dommages causés par les inondations et coulées de boue survenues en 1982 et 1999 et par des mouvements de terrain en 1999.

#### Risque particulier
Dans plusieurs parties du territoire national, le radon, accumulé dans certains logements ou autres locaux, peut constituer une source significative d’exposition de la population aux rayonnements ionisants. Selon la classification de 2018, la commune de Saint-Amand-Magnazeix est classée en zone 3, à savoir zone à potentiel radon significatif.

## Toponymie
Durant la Révolution, la commune porte le nom d'Amand-les-Montagnes.
En marchois, dialecte du Croissant, le nom de la commune est Sent Amand Manhasés.

## Histoire
Hébergement de 1939 à 1940 des habitants des communes de Memmelshoffen et Keffenach (Bas-Rhin, 67250), lors de l'évacuation de l'Alsace.

## Les Templiers et les Hospitaliers
Avant les Hospitaliers, la Bussière-Rapit ou la Buxière-Rapi  était paroisse de Fromental en 1282, archiprêtré de Rancon et appartenait aux chevaliers du Temple. C'est devenue une ancienne paroisse de l'ordre de Saint-Jean de Jérusalem qui faisait partie des membres de la commanderie de Morterolles au sein du grand prieuré d'Auvergne.
Le commandeur de Morterolles y nommait la cure et levait la dîme qu'il partageait avec le curé de Saint-Amand, le prêtre d'Arnac et les religieux de Mortemart. La justice relevait du baron de Magnac. Il y avait également un moulin banal appartenant à cette commanderie qui est dit de « Chabranes » sis en la paroisse de Vareilles auquel les habitants de certains villages de cette paroisse et de celles de Arnac et La Souterraine venaient moudre le grain.

## Politique et administration
| Période                                  | Période  | Identité              | Étiquette | Qualité |
| ---------------------------------------- | -------- | --------------------- | --------- | ------- |
| avant 1981                               | ?        | Jean-Claude Desmoulin | PS        |         |
| mars 2001                                | 2008     | Daniel Réjaud         |           |         |
| mars 2008                                | 2014     | Jean-Louis Beige      |           |         |
| mars 2014                                | 2020     | Pierre Mondamert      |           |         |
| mars 2014                                | En cours | Patrice Mirguet       |           |         |
| Les données manquantes sont à compléter. |          |                       |           |         |

## Démographie
L'évolution du nombre d'habitants est connue à travers les recensements de la population effectués dans la commune depuis 1793. Pour les communes de moins de 10 000 habitants, une enquête de recensement portant sur toute la population est réalisée tous les cinq ans, les populations de référence des années intermédiaires étant quant à elles estimées par interpolation ou extrapolation. Pour la commune, le premier recensement exhaustif entrant dans le cadre du nouveau dispositif a été réalisé en 2005.

En 2022, la commune comptait 485 habitants, en évolution de −8,32 % par rapport à 2016 (Haute-Vienne : −0,68 %, France hors Mayotte : +2,11 %).
| 1793  | 1800 | 1806  | 1821  | 1831  | 1836  | 1841  | 1846  | 1851  |
| ----- | ---- | ----- | ----- | ----- | ----- | ----- | ----- | ----- |
| 1 020 | 953  | 1 162 | 1 051 | 1 288 | 1 281 | 1 302 | 1 402 | 1 371 |

| 1856  | 1861  | 1866  | 1872  | 1876  | 1881  | 1886  | 1891  | 1896  |
| ----- | ----- | ----- | ----- | ----- | ----- | ----- | ----- | ----- |
| 1 346 | 1 279 | 1 350 | 1 352 | 1 377 | 1 400 | 1 407 | 1 407 | 1 404 |

| 1901  | 1906  | 1911  | 1921  | 1926  | 1931  | 1936  | 1946 | 1954 |
| ----- | ----- | ----- | ----- | ----- | ----- | ----- | ---- | ---- |
| 1 428 | 1 435 | 1 346 | 1 164 | 1 121 | 1 081 | 1 042 | 925  | 833  |

| 1962 | 1968 | 1975 | 1982 | 1990 | 1999 | 2005 | 2006 | 2010 |
| ---- | ---- | ---- | ---- | ---- | ---- | ---- | ---- | ---- |
| 837  | 772  | 705  | 608  | 521  | 442  | 532  | 512  | 547  |

| 2015 | 2020 | 2022 | - | - | - | - | - | - |
| ---- | ---- | ---- | - | - | - | - | - | - |
| 533  | 484  | 485  | - | - | - | - | - | - |

## Lieux et monuments
- Lanterne des morts de Saint-Amand-Magnazeix, dans le cimetière, l'une des sept lanternes des morts (monuments funéraires énigmatiques) de la région Limousin ; elle est classée au titre des monuments historiques en 1910[26]. Le cimetière ancien compte plusieurs petits funéraires monuments remarquables, dont celui de la famille Morgat, un ensemble de style néo-gothique (deux stèles avec cloture et rare petite marquise couverte en zinc à deux pentes, en fonte de fer (?) marqué "Alfred Cormeau à Charleville", et probablement du XXème siècle sur la tombe de Pierre Joffres une stèle de style "géométrique" en pierre avec un disque sur posé sur l'un des deux bras d'une sorte d'équerre;
- La chapelle templière de la Bussière-Rapy, datant du XIIe siècle, est inscrite au titre des monuments historiques depuis 1986[27].
- Église Saint-Amand de Saint-Amand-Magnazeix.